# Guo Dachuan
Guo Dachuan (chinesisch 郭大川, Pinyin Guō Dàchuān; * 28. Juli 1989) ist ein ehemaliger chinesischer Eishockeyspieler, der zuletzt bis 2013 bei China Dragon in der Asia League Ice Hockey spielte.

## Karriere
Guo Dachuan begann seine Karriere in der Mannschaft aus Harbin.  Ab 2008 spielte er in der Asia League Ice Hockey für die China Sharks, die sich seit 2009 China Dragon nennen, und für die er bis zu seinem Karriereende 2013 spielte.

### International
Für China nahm Gupo Dachuan im Juniorenbereich 2007 an den Division-III-Turnieren sowohl der U18-Junioren als auch der U20-Junioren teil. Dabei gelang bei beiden Turnieren der Aufstieg in die Division II.
Im Seniorenbereich stand der Angreifer im Aufgebot Chinas bei den Weltmeisterschaften der Division II 2010, 2011 und 2012.

## Erfolge und Auszeichnungen
- 2007 Aufstieg in die Division II bei der U18-Weltmeisterschaft der Division III
- 2007 Aufstieg in die Division II bei der U20-Weltmeisterschaft der Division III

## Asia-League-Statistik
(Stand: Ende der Saison 2012/13)